# صاعقه (فیلم)
صاعقه فیلمی به کارگردانی و نویسندگی سید ضیاءالدین دری محصول سال ۱۳۶۳ است.

## خلاصه داستان
حسن، کارمند دادگستری است. مادرش اصرار دارد که او با دختر دایی اش ازدواج کند، اما حسن با آذر، خواهر دوستش، ازدواج می کند. از همان آغاز میان مادر و عروس اختلاف می افتد، آذر ناسازگاری می کند. حسن برای تأمین مخارج خانواده و پاسخگویی به توقعات آذر تن به رشوه خواری می دهد. مادر بر اثر شدت اختلاف پسر و عروسش را ترک می کند و مدتی بعد با پیکر فلج به خانه باز می گردد و فوت می کند. آذر در لحظه ای که حسن دچار بحران شده است خانه را ترک می کند و حسن که زندگی خود را تباه شده می بیند بر اثر سکته قلبی فوت می کند.

## بازیگران
- فخری خوروش
- ژیلا سهرابی
- خسرو شکیبایی
- هدایت‌الله نوید
- روح‌انگیز مهتدی
- محمد ورشوچی
- کاظم بلوچی
- عنایت‌الله بخشی
- فرزانه کابلی
- احمد نصر
- اسماعیل شهبازی
- مسعود عربیان
- افسانه بهرامی
- اعظم عدن‌راد
- علی کنگرلو
- محمد حاج‌حسینی
- محسن اصلانی
- منصور ولی‌زاده
- موسی شجاعی
- حسن مقدم
- نادر رجب‌پور